# Steven Banks
Pour les articles homonymes, voir Banks.
Steven Banks (né en 1965) est un scénariste et acteur américain.

## Filmographie

### Acteur
- 1987 : Date with an Angel de Tom McLoughlin : Aldridge
- 1991 : The Steven Banks Show de Tom McLoughlin (TV)
- 1991 : Dinosaures (TV) : Chanteur Folk
- 1993 : Murder of Innocence (TV) : John Walt
- 1994 : La victoire d'une mère (The Yarn Princess) (TV) : Ryan Flynn
- 1994 : Le Flic de Beverly Hills 3 de John Landis : Spider Ride Operator
- 1994 : Dream On (TV) : Premier acteur
- 1994 : The Steven Banks Show (TV)
- 1995 : Living Single (en) (TV) : Clive Nickelsby
- 1996 : Caroline in the City (TV) : A.D.
- 1997 : Les Rois du Texas (TV) : Dr Morley
- 1997 : Prison of Secrets (en) de Fred Gerber (TV)
- 1998 : Susan a un plan de John Landis : Roy
- 2000 : Company Man : Officier Emmons
- 2001 : Dharma et Greg (TV) : Phil

### Scénariste
- 1989 : Steven Banks: Home Entertainment Center (TV)
- 1991 : F.A.R.T. The Movie (cy) (vidéo)
- 1994 : The Steven Banks Show (TV)
- 1996 : 364 Girls a Year
- 1999-2000 : Michat-Michien (TV)
- 2001 : CatDog: The Great Parent Mystery (TV)
- 2004 : Jimmy Neutron: Win, Lose and Kaboom (TV)
- 2004 : Hi Hi Puffy AmiYumi (TV)
- 2005-2010 : Bob l'éponge (TV)
- 2006 : Jimmy Neutron (TV)
- 2010 : Planet Sheen (TV)

### Diverse équipe
- 1992 : The Ballad of Kid Divine: The Cockney Cowboy : Extracteur focus
- 1994 : Pat and Margaret (TV) : Assistant caméraman
- 2004 : Jimmy Neutron: Win, Lose and Kaboom (en) (TV) : coproducteur